# 深淵無線鰨
深淵無線鰨（学名：Symphurus bathyspilus）为輻鰭魚綱鰈形目鰨亞目舌鰨科無線鰨屬下的一个种，分布於中西太平洋印尼及菲律賓南部海域，為深海魚類，棲息深度248-500公尺，體長可達12.1公分，棲息在底層水域，以小魚及甲殼類為食，生活習性不明。